# Spirídon Luïs
Spirídon Luïs (també Spiros Luïs, en grec: Σπυρίδων o Σπύρος Λούης) va nàixer a Marusi, prop d'Atenes, el 12 de gener de 1873 i va morir el 26 de març de 1940. Fou seleccionat per a competir als Jocs d'Atenes 1896 a la marató, prova instaurada en honor del missatger Fidipides. Malgrat no ser un atleta preparat, Luïs va convertir-se en el primer guanyador olímpic d'una cursa que molt prompte es convertí en una de les reines d'aquest esport.

## Biografia
Spirídon Luïs va néixer en el sí d'una família pobre. Quan va ser seleccionat per a competir a Atenes era pastor. Abans havia treballat com a paleta, aiguader, forner o carter. Després de la seva victòria va rebre tota mena de regals: menjar, roba i serveis de barberia debades per tot el que li restava de vida i fou considerat un heroi nacional. No obstant això, Luïs va renunciar a tot i ja no va tornar a competir. Es va retirar al seu poble per tal de tornar a una vida normal.

### La marató d'Atenes
Després de la classificació, no semblava que Luïs fos favorit davant d'atletes més reconeguts com el seu compatriota Kharílaos Vasilakos (guanyador de la prèvia) o Teddy Flack, Arthur Blake i Albin Lermusiaux, guanyadors tots ells de medalles en Atenes en curses més curtes. Aquests tres darrers corredors van liderar la prova en un primer moment, però -després- l'experiència sobre el terreny dels grecs es va fer palesa. Al final, tots tres abandonaren. Luïs es col·locà líder a quatre quilòmetres del final i ja no va abandonar aquesta posició. Amb una diferència final de poc més de set minuts, Luïs va entrar en un Estadi Panathinaiko ple de gom a gom per a celebrar l'única victòria local en l'atletisme; a més a més, en la seva prova més carismàtica.